# مملكة بريطانيا العظمى
كانت مملكة بريطانيا العظمى -المسماة رسميًا بريطانيا العظمى- دولة ذات سيادة في أوروبا الغربية منذ 1 مايو 1707 حتى 1 يناير 1801. نشأت الدولة بعد معاهدة الاتحاد في عام 1706، والتي صدقت عليها قوانين الاتحاد عام 1707، ووحدت ممالك إنجلترا (التي شملت ويلز) واسكتلندا لتشكيل مملكة واحدة تشمل جزيرة بريطانيا العظمى بأكملها وجزرها النائية، باستثناء جزيرة مان وجزر القنال. حكم الدولة المركزية برلمان وحكومة واحدة مقرهما في وستمنستر. كانت الممالك السابقة في اتحاد شخصي منذ أن أصبح ملك اسكتلندا جيمس السادس والأول (السادس في اسكتلندا والأول في أيرلندا) ملك إنجلترا وملك أيرلندا في عام 1603 بعد «وفاة إليزابيث الأولى، مما أدى إلى اتحاد التاج». منذ نشأتها، كانت المملكة في اتحاد تشريعي وشخصي مع مملكة أيرلندا. بعد انضمام جورج الأول إلى عرش بريطانيا العظمى في عام 1714، أصبحت المملكة في اتحاد شخصي مع ناخبي هانوفر.
تميزت السنوات الأولى للمملكة المتحدة حديثًا بانتفاضات جايكوبايت، والتي انتهت بهزيمة قضية ستيوارت في معركة كلودين في عام 1746. في عام 1763، أدى الانتصار في حرب السنوات السبع إلى هيمنة الإمبراطورية البريطانية، التي غدت القوة العالمية الأولى لأكثر من قرن من الزمان، إذ أخذت تنمو ببطء لتصبح أكبر إمبراطورية في التاريخ.
سيطرت المملكة على شبه القارة الهندية من منتصف خمسينيات القرن التاسع عشر ميلادي، من خلال التوسع الهائل لشركة الهند الشرقية حتى هزيمتها في حرب الاستقلال الأمريكية، إذ استعمر البريطانيون مساحات شاسعة من شرق قارة أمريكا الشمالية من خلال إنشاء مستعمراتهم الأمريكية المزدهرة التي كونت لاحقاً الولايات المتحدة.
استُبدلت مملكة بريطانيا العظمى بالمملكة المتحدة لبريطانيا العظمى وأيرلندا في 1 مايو 1801 بموجب قوانين الاتحاد لعام 1800.

## أصل الكلمة
ينحدر اسم بريطانيا من الاسم اللاتيني لجزيرة بريطانيا العظمى أو بريطانيا أو بريتانيا، أرض البريطانيين عبر بريتين الفرنسية القديمة (من بينها بريتاني الفرنسية الحديثة) وبرتايين الإنجليزية الوسطى، بريتين. استُخدم مصطلح «بريطانيا العظمى» لأول مرة رسميًا في عام 1474.
ينشأ استخدام كلمة «العظمى» قبل كلمة «بريطانيا» باللغة الفرنسية، والتي تستخدم بريتاني لكل من بريطانيا وبريتاني. تميز الفرنسية بالتالي بين الاثنين من خلال استخدام الاسم «لا غراندي بريتانيا». وهو تمييز نُقل إلى الإنجليزية.
تنص معاهدة الاتحاد وما تلاه من قوانين الاتحاد على أن إنجلترا واسكتلندا كانتا «متحدتين في مملكة واحدة باسم بريطانيا العظمى» وعلى هذا النحو فإن «بريطانيا العظمى» كان الاسم الرسمي للدولة، كما فضلت كل منهما استخدام ذلك الاسم في عناوين مثل «برلمان بريطانيا العظمى». يصف كل من القوانين والمعاهدة البلاد بأنها «مملكة واحدة» و«المملكة المتحدة»، ما أدى ببعض دور النشر اللاحقة إلى خطأ التعامل مع «المملكة المتحدة» كاسم قبل ظهوره الفعلي في عام 1801. تشير مواقع البرلمان الإسكتلندي و«بي بي سي» وغيرها -بما في ذلك الجمعية التاريخية- إلى الولاية المنشأة في 1 مايو 1707 باسم المملكة المتحدة لبريطانيا العظمى. استخدم مصطلح المملكة المتحدة أحيانًا خلال القرن الثامن عشر لوصف الدولة، لكنه لم يكن اسمها.

## الهيكل السياسي
كانت مملكتا إنجلترا واسكتلندا -وكلاهما موجود منذ القرن التاسع (مع دمج إنجلترا وويلز في القرن السادس عشر)- دولتين منفصلتين حتى عام 1707. ومع ذلك، فقد دخلتا في اتحاد شخصي في عام 1603، عندما أصبح جيمس السادس ملك اسكتلندا ملكًا لجيمس الأول. كان «اتحاد التاج» التابع لعائلة ستيوارت يعني أن جزيرة بريطانيا العظمى بأكملها أصبحت الآن محكومة من قبل ملك واحد، والذي بحكم عقد التاج الإنجليزي أيضًا يحكم مملكة أيرلندا. حافظت كل من الممالك الثلاث على برلماناتها وقوانينها. وُضعت العديد من الجزر الصغيرة المختلفة في نطاق الملك، بما في ذلك جزيرة مان وجزر القنال الإنجليزي.
تغير هذا التنظيم بشكل كبير عندما دخلت قوانين الاتحاد 1707 حيز التنفيذ، مع توحيد التاج لبريطانيا العظمى وتوحيد برلمانها. ظلت أيرلندا منفصلة رسميًا، مع برلمانها الخاص حتى صدور قوانين الاتحاد 1800. نصّ الاتحاد عام 1707 على خلافة البروتستانت فقط للعرش وفقًا لقانون التسوية الإنجليزي لعام 1701؛ بدلًا من قانون الأمن في اسكتلندا لعام 1704، الذي لم يعد له تأثير. يشترط قانون التسوية أن يكون وريث العرش الإنجليزي من نسل صوفي بالاتينات وألا يكون كاثوليكيًا؛ أدى هذا إلى خلافة عائلة هانوفر لجورج الأول عام 1714.
سُلم برلمان بريطانيا العظمى -الذي حل محل كل من برلمان إنجلترا وبرلمان اسكتلندا- السلطة التشريعية. في الممارسة العملية، كان استمرارًا للبرلمان الإنجليزي، الذي حصل على نفس المسؤولية في وستمنستر، ووُسع ليشمل تمثيلًا من اسكتلندا. شُكل برلمان بريطانيا العظمى رسميًا –بشكل مماثل لبرلمان إنجلترا السابق والبرلمان الحديث للمملكة المتحدة- من ثلاثة عناصر: مجلس العموم ومجلس اللوردات والتاج. بقي حق طبقة النبلاء الإنجليز بالبقاء في مجلس اللوردات دون تغيير، في حين لم يُسمح لطبقة النبلاء الأسكتلنديين الكبيرة غير المتناسبة بإرسال أكثر من 16 فرد من أقرانهم الممثلين عنهم، وانتخب منهم الممثلين طوال مدة استمرار البرلمان. وبالمثل، استمر أعضاء مجلس العموم الإنجليزي السابق بصفتهم أعضاءً في مجلس العموم البريطاني، ولكن انعكاسًا للقواعد الضريبية النسبية للبلدين، خُفض عدد الممثلين الاسكتلنديين إلى 45. أعطي الأقران الجدد لطبقة النبلاء في بريطانيا العُظمى الحق التلقائي في الجلوس في مجلس اللوردات. على الرغم من انتهاء وجود برلمان منفصل لاسكتلندا، لكنها احتفظت بقوانينها ونظام المحاكم الخاص بها، والكنيسة المشيخية الخاصة بها، واستمرت أيضًا بالسيطرة على مدارسها. كان الهيكل الاجتماعي هرميًا للغاية، وبقيت النخبة نفسها مسيطرة بعد عام 1707. واصلت اسكتلندا امتلاكها لجامعاتها الممتازة، ومع المجتمع الفكري القوي، وخاصة في إدنبرة، كان للتنوير الأسكتلندي تأثير كبير على التفكير البريطاني والأمريكي والأوروبي.

### دور أيرلندا
تبع برلمان أيرلندا برلمان إنجلترا نتيجةً لقانون بوينينغز لعام 1495، وتبع برلمان بريطانيا العظمى بعد عام 1707. أشار القانون التعريفي الصادر عن برلمان وستمنستر لعام 1719 (والذي يُعرف أيضًا باسم قانون تبعية أيرلندا لبريطانيا العظمى 1719) إلى أن مجلس اللوردات الأيرلندي قد «اتخذ لنفسه مؤخرًا سلطة وسلطان قضائي لدراسة وتصحيح وتعديل» الأحكام الصادرة عن المحاكم الأيرلندية. نظرًا لأن مملكة أيرلندا كانت تابعة لتاج بريطانيا العظمى وتعتمد عليها، فإن الملك، من خلال برلمان بريطانيا العظمى، يتمتع «بالسلطة والنفوذ الكامل لوضع القوانين والتشريعات ذات الصلاحية الكافية لإلزام مملكة وشعب أيرلندا». أُلغي القانون بموجب قانون إلغاء قانون ضمان التبعية لأيرلندا لعام 1782. في نفس العام، أنتج الدستور الأيرلندي في عام 1782 فترة من الحرية التشريعية. ومع ذلك، فإن التمرد الأيرلندي عام 1798 -الذي سعى لإنهاء التبعية والاعتماد على التاج البريطاني وإقامة جمهورية- كان أحد العوامل التي أدت إلى تشكيل المملكة المتحدة لبريطانيا العظمى وأيرلندا في عام 1801.

### دمج البرلمانات الأسكتلندية والإنجليزية
كان التكامل السياسي الأعمق لممالكها سياسة رئيسية للملكة آن وآخر ملوك عائلة ستيوارت في إنجلترا واسكتلندا وأول ملكة لبريطانيا العظمى. تم الاتفاق على معاهدة الاتحاد في عام 1706 بعد مفاوضات بين ممثلي برلماني إنجلترا واسكتلندا، ثم أقر كل برلمان قوانين منفصلة للتصديق عليها. دخلت القوانين حيز التنفيذ في 1 مايو 1707، عندما توحدت البرلمانات المنفصلة والتيجان في إنجلترا واسكتلندا وتشكلت مملكة واحدة لبريطانيا العظمى. أصبحت آن أول من شغل منصب الملك للعرش البريطاني الموحد، وتماشيًا مع المادة 22 من معاهدة الاتحاد، قامت كل من اسكتلندا وإنجلترا بإرسال أعضاء إلى مجلس العموم الجديد لبريطانيا العظمى. احتفظت الطبقات الحاكمة الأسكتلندية والإنجليزية بالسلطة، واحتفظت كل دولة بأنظمتها القانونية والتعليمية، وكذلك الكنيسة القائمة في كل دولة. شكلت هذه الدول المتحدة اقتصادًا أكبر، وبدأ الأسكتلنديون في توفير الجنود والمسؤولين الاستعماريين للقوات البريطانية الجديدة وللإمبراطورية. ومع ذلك، كان انتخاب برلمان اسكتلندا المنتهية ولايته لأعضاء البرلمان الأسكتلندي الجدد والأقران الممثلين من بين الاختلافات الملحوظة في البداية، في حين بقي جميع الأعضاء آنذاك في مجلسي العموم واللوردات في وستمنستر في السلطة.

## الملكة آن 1702-1714
خلال حرب الخلافة الإسبانية (1702-1714)، استمرت إنجلترا بتبني سياسة عقد التحالفات وتمويلها، خصوصًا مع جمهورية هولندا وإمبراطورية الروم المقدسة في مواجهة عدوهم المشترك لويس الرابع عشر ملك فرنسا. كانت الملكة آن -التي امتدت فترة حكمها بين 1702 و 1714- صانعة القرار المركزي، وتعاونت بشكل وثيق مع مستشاريها، وأبرزهم الجنرال الأكبر جون تشرشل دوق مارلبورو الأول.
استنزفت الحرب أموال المملكة، إذ كان على بريطانيا تمويل حلفائها وتجنيد جنود أجانب. أدى الجمود في ساحة المعركة والإرهاق من الحرب على الصعيد الداخلي إلى اقتراب النزاع من نهايته. استطاع السياسيون المحافظون المناهضون للحرب السيطرة على البرلمان عام 1710، وفرضوا السلام بتوقيع معاهدة أوترخت التي انحازت إلى صالح بريطانيا إلى حد كبير. خسرت إسبانيا إمبراطوريتها في أوروربا وتراجعت هيمنتها بين القوى العظمى، بينما سعت لفرض السيطرة على مستعمراتها في الأمريكيتين. توسعت الإمبراطورية البريطانية الأولى اعتمادًا على ممتلكاتها وراء البحار، إذ هيمنت على جزيرة نيوفندلاند وأكاديا من فرنسا، وعلى جبل طارق ومنورقة من إسبانيا. أصبح جبل طارق قاعدة بحرية كبرى سمحت لبريطانيا العظمى بالتحكم بالدخول من المحيط الأطلنطي إلى البحر المتوسط.
كشفت الحرب ضعف القوة العسكرية الفرنسية، وتواضع هيمنتها الدبلوماسية والاقتصادية، بينما برزت بريطانيا على المشهد العالمي لتمثل قوةً إمبرياليةً وعسكريةً وماليةً عظمى. يناقش المؤرخ البريطاني جورج تريفيليان هذه المرحلة بقوله: «تشير تلك المعاهدة (أوترخت)، التي بشرت بفترة من الاستقرار والحضارة المتميزة في القرن الثامن عشر، إلى نهاية خطر الحكم الملكي القديم في فرنسا على أوروبا، وإلى تغير ذو أهمية كبرى للعالم وبريطانيا التي ستفرض سيادتها البحرية والتجارية والمالية».

## خلافة عائلة هانوفر 1714-1760
في القرن الثامن عشر، وبعد انقضاء عام 1707، نهضت بريطانيا العظمى لتصبح القوة الاستعمارية المهيمنة في العالم، وكانت فرنسا منافستها الأبرز في هذه المرحلة الإمبريالية. شكلت ممتلكات بريطانيا ما قبل عام 1707 نواة الإمبراطورية البريطانية الأولى.
كتب المؤرخ ويليام آرثر سبيك: «في عام 1714، انقسمت الطبقة الحاكمة إلى درجة كبيرة خشي فيها العديدون من اندلاع حرب أهلية بعد وفاة الملكة آن». تحكم بضع مئات من الطبقة الحاكمة الثرية وعائلات النبلاء ملاك الأراضي بالبرلمان، لكن فصل بينهم شقاق عميق. اعترف المحافظون بشرعية جيمس فرانسيس إدوارد ستيوارت «المدعي القديم» ضمن البلاد ثم في المنفى، بينما دعم اليمينيون آل هانوفر بقوة للتأكيد على خلافة البروتستانتية. كان الملك الجديد جورج الأول أميرًا أجنبيًا على رأس جيش عامل إنجليزي صغير يدعمه، مع دعم عسكري من بلده الأصلي في هانوفر وحلفائه في هولندا. في الثورة اليعقوبية خمسة عشر التي اندلعت في اسكتلندا، قاد جون ارسكين إيرل مار ثمانية عشر نبيلًا يعقوبيًا مع 10,000 رجل بهدف الإطاحة بالملك الجديد واستعادة ممتلكات بيت ستيوارت، لكنه تعرض لهزيمة نكراء جراء سوء التنظيم.
أُعدم العديد من القادة، وطرد آخرون من أراضيهم، ورُحل قرابة 700 تابع بارز للعمل القسري في مزارع قصب السكر في الجزر الهندية الغربية. كان رفض مطالب العرش تغيير دينه من الرومانية الكاثوليكية إلى الأنجليكية قرارًا حاسمًا حرض ضده المزيد من المحافظين. استلم اليمينيون السلطة تحت قيادة جيمس ستانهوب وتشارلز تاونشند إيرل سندرلاند وروبرت والبول. طُرد العديد من المحافظين من الحكومة المحلية والوطنية، وطُبقت قوانين جديدة لفرض هيمنة أكبر على الأمة. أُلغي حق الأمر بالمثول أمام القضاء، ومُددت الدورة البرلمانية إلى الحد الأقصى من ثلاث سنوات إلى سبع للحد من عدم الاستقرار المرافق للانتخابات.

### جورج الأول 1714-1727
خلال فترة حكمه، قضى جورج الأول نحو نصف ما قضاه ويليام الثالث -الذي استلم الحكم 13 سنةً- فقط في الأراضي الخارجية. يرى المؤرخ جيرمي بلاك أن جورج أراد قضاء وقت أكبر في هانوفر. «أطال جورج زياراته إلى هانوفر في 1716 و1719 و1720 و 1723 و1725، وفي المجمل قضى جزءًا مهمًا من فترة حكمه خارج الوطن». «كانت هذه الزيارات مناسبات لإجراء مفاوضات مهمة وتبادل المعلومات والآراء....أتاحت هذه الزيارات فرصةً للنقاد لإظهار إهماله للمصالح البريطانية...لم يتحدث جورج الإنجليزية، ما تطلب ترجمة جميع الوثائق القادمة من الوزارات البريطانية إلى الفرنسية....بينما تحدث بعض الوزراء والدبلوماسيين البريطانيين بالألمانية، أو استطاعوا على الأقل التعامل معها في النقاشات الدقيقة».
دعم جورج الأول طرد المحافظين من السلطة، لكنهم استمروا في الساحة السياسية حتى استلام الحفيد الأكبر جورج الثالث زمام السلطة عام 1760، إذ بدأ باستبدال المحافظين باليمينيين. ظهرت العديد من الرسومات الكاريكاتورية لجورج الأول في الكتب التاريخية، لكن وفقًا لمترجم السير الذاتية راجنهلد هاتون «...أدى جوروج الأول واجباته في بريطانيا العظمى على نحو جيد، إذ قاد البلاد بروية ومسؤولية خلال السنوات الصعبة التالية للحرب، وأعاد الغزو وهدد به.....وأظهر ميلًا للكفاءة والخبرة، وأبدى خبرةً طويلةً في إدارة الدول المنظمة.....واهتم أيضًا بنوعية وزرائه ومسؤولي دولته وجيشه وقواته البحرية، إذ نمت قوة الأسطول البحري مع زيادة أعداد السفن السريعة خلال فترة حكمه....امتلك جورج نظرةً سياسيةً وقدرةً سمحت له باستثمار القوى البريطانية للهيمنة على أوروبا».

### عهد والبول 1721-1742
انتمى روبرت والبول (1676-1745) إلى طبقة من النبلاء ملاك الأراضي، إذ نشأ حاملًا سلطة مجلس العموم من 1721 إلى 1742 . أصبح روبرت أول حامل للقب «رئيس الوزراء»، إذ بدأ استخدام هذا المصطلح بحلول 1727. في عام 1742، نُصب والبول إيرلًا على أورفورد، وخلفه اثنان من تابعيه في رئاسة الوزراء، وهما هنري بيلهام (1743-1754) وشقيقه دوق نيوكاسل (1754-1765). يلخص كلايتون روبرت وظائف والبول الجديدة بما يلي: «كان المشرف الوحيد على استشارات الملك، واستلم الإدارة عن كثب، وضبط المحسوبيات بصرامة، وقاد الحزب المهيمن في البرلمان».